# Tartan degli Stati degli Stati Uniti d'America
Questa è una lista dei tartan ufficiali degli Stati degli Stati Uniti d'America:
| Stato                   | Tartan                                                              | Data          | Utilizzo                                                             | Disegno                                                   |
| ----------------------- | ------------------------------------------------------------------- | ------------- | -------------------------------------------------------------------- | --------------------------------------------------------- |
| Alabama                 |                                                                     | 2001          | Alabama State Tartan                                                 | Y6 N24 O24 G32 K18 W16 R44                                |
| Alaska                  |                                                                     | 2001          | Alaska Flag Tartan                                                   |                                                           |
| Arizona                 |                                                                     | 1995          | Arizona State Tartan                                                 |                                                           |
| Arkansas                |                                                                     | 2001          | Arkansas Traveler Tartan                                             | Y2 G36 R10 Y18 G12 B16 G8 B10 G18                         |
| Arkansas                |                                                                     | 2001          | Natural State Tartan                                                 | G8 Bk12 G12 R24 G48 W4 G12                                |
| California              |                                                                     | 2001          | California State Tartan                                              |                                                           |
| Colorado                |                                                                     | March 3, 1997 | Colorado State Tartan                                                | [Y/6] R4 MB26 K32 G4 W4 Lv4 W4 [G/44]                     |
| Connecticut             | CT Tartan                                                           | 1995          | State Tartan                                                         | B10 GY2 W1 GY5 G8 Y1 G2 R1 G8 GY8 B10                     |
| Delaware                |                                                                     |               |                                                                      |                                                           |
| Florida                 |                                                                     | 2006          | Florida State Tartan                                                 |                                                           |
| Georgia                 |                                                                     | 1997          | Georgia State Tartan                                                 | G72 B4 G4 B4 G6 B24 A20 R40                               |
| Hawaii                  |                                                                     | 2008          | Hawaii State Tartan                                                  | A8 R4 Y4 A48 E16 GN40 Y4 R6                               |
| Idaho                   |                                                                     |               |                                                                      |                                                           |
| Illinois                |                                                                     |               |                                                                      |                                                           |
| Indiana                 |                                                                     |               |                                                                      |                                                           |
| Iowa                    |                                                                     | 2004          | Iowa State Tartan and Iowa State Dress Tartan                        |                                                           |
| Kansas                  |                                                                     |               |                                                                      |                                                           |
| Kentucky                |                                                                     |               | Commonwealth of Kentucky Tartan                                      |                                                           |
| Louisiana               |                                                                     |               |                                                                      |                                                           |
| Maine                   |                                                                     |               | [ collegamento interrotto ]                                          |                                                           |
| Maryland                |                                                                     |               |                                                                      |                                                           |
| Massachusetts           | Bay State Tartan Archiviato il 1º ottobre 2016 in Internet Archive. | 2002          | M.G.L. Ch. 2, §52 Archiviato il 6 febbraio 2010 in Internet Archive. |                                                           |
| Michigan                |                                                                     | 2008          | 2008 Senate Bill 1208                                                | BG18* W2 BG8 W2 T8 DG2 T4 DG24 DR4 DG4*                   |
| Minnesota               |                                                                     |               | The Official MN Tartan                                               |                                                           |
| Mississippi             |                                                                     |               |                                                                      |                                                           |
| Missouri                |                                                                     |               |                                                                      |                                                           |
| Montana                 |                                                                     |               |                                                                      |                                                           |
| Nebraska                |                                                                     |               |                                                                      |                                                           |
| Nevada                  |                                                                     |               |                                                                      |                                                           |
| New Hampshire           |                                                                     | 1995          | State Tartan of New Hampshire                                        | G56 Bk2 G2 Bk12 W2 Bk12 P2 Bk2 P8 R6 P28                  |
| New Jersey              |                                                                     |               |                                                                      |                                                           |
| Nuovo Messico           |                                                                     |               | New Mexico State Tartan                                              | R4 G24 B4 G16 B36 Y8 R4 Y4                                |
| New York                |                                                                     |               |                                                                      |                                                           |
| Carolina del Nord       |                                                                     | 1991          | Carolina Tartan                                                      | R64 A28 K32 Y6 K6 W8 K8 R4 G56 R26 K8 R8 W4               |
| Dakota del Nord         |                                                                     |               |                                                                      |                                                           |
| Ohio                    |                                                                     | 2009 1983     | Ohio State Tartan                                                    |                                                           |
| Oklahoma                |                                                                     |               |                                                                      |                                                           |
| Oregon                  |                                                                     |               |                                                                      |                                                           |
| Pennsylvania            |                                                                     |               |                                                                      |                                                           |
| Porto Rico              |                                                                     |               |                                                                      |                                                           |
| Rhode Island            |                                                                     |               | The Official Rhode Island Tartan                                     |                                                           |
| Carolina del Sud        |                                                                     | 2002          | Carolina Tartan                                                      | R64 A28 K32 Y6 K6 W8 K8 R4 G56 R26 K8 R8 W4               |
| Dakota del Sud          |                                                                     |               |                                                                      |                                                           |
| Tennessee               |                                                                     |               |                                                                      |                                                           |
| Texas                   |                                                                     | 1989          | Texas Bluebonnet Tartan                                              | G4 R2 B16 W2 R2 W2 LB16 W2 LB16 W2 Y1                     |
| Utah                    |                                                                     | 1996          | Utah Centennial Tartan                                               | W2 B6 R6 B4 R6 G18 R6 W4                                  |
| Vermont                 |                                                                     |               |                                                                      |                                                           |
| Isole Vergini Americane |                                                                     |               |                                                                      |                                                           |
| Virginia                |                                                                     |               | Virginia Quadricentennial Tartan                                     |                                                           |
| Washington              |                                                                     |               | Washington state tartan                                              |                                                           |
| Virginia Occidentale    |                                                                     | 2008          | Official Tartan of the State of West Virginia                        | GO8 G8 B16 G16 A12 SCR54 W2 K6 SCR54 G16 SCR16 B16 G8 GO8 |
| Wisconsin               |                                                                     | 2008          | Wisconsin Tartan                                                     | B22 R6 B4 N6 K24 HG40 Y4 K24 B22 RY6                      |
| Wyoming                 |                                                                     |               |                                                                      |                                                           |